# Massularia
Genre
Massularia est un genre d'arbres de la famille des Rubiaceae.

## Liste des espèces
Selon GBIF (3 septembre 2024) :
- Massularia acuminata (G.Don) Bullock ex Hoyle
- Massularia stevartiana Sonké, E.Bidault & Droissart

## Systématique
Le nom correct complet (avec auteur) de ce taxon est Massularia (K.Schum.) Hoyle (d).